# Fangdiekgraben
Der Fangdiekgraben ist ein ca. 900 m langer, teilweise verrohrter Graben in Hamburg-Lurup.

## Geschichtliches
Der  Fangdiekgraben kam ursprünglich aus dem Kiebitzmoor und floss in den Fangdie(c)k (niederdeutsch für Auffangteich) bzw. den Mühlenteich. Dieser Teich staute Wasser für die Eidelstedter Wassermühle, der die Mühlenau ihren Namen zu verdanken hat.
Der heutige Verlauf des Fangdiekgraben ist bereits auf einer Karte aus dem 19. Jahrhundert erkennbar.